# Phiomicetus
Phiomicetus anubis
Genre
Espèce
Phiomicetus est un genre fossile d'Archéocètes protocetidés. Ces baleines primitives ont vécu au cours de l'Éocène moyen, il y a entre 43 et 42 millions d'années, dans ce qui est aujourd'hui l'actuelle Égypte. Elles avaient de puissantes mâchoires et de grandes dents qui leur auraient permis de chasser, blesser et tuer de grosses proies. Son espèce type, et seule espèce fossile actuellement connue, est Phiomicetus anubis.

## Systématique
Le genre Phiomicetus et l'espèce Phiomicetus anubis ont été décrits en 2021 par Abdullah S. Gohar (d), Mohammed Sameh Antar (d), Robert W. Boessenecker (d), Dalia A. Sabry (d), Sanaa El-Sayed (d), Erik R. Seiffert (d), Iyad S. Zalmout (d) et Hesham M. Sallam (d),.

## Description
Phiomicetus anubis, l'espèce type − et unique espèce du genre − est fondée sur un fossile de 43 millions d'années découvert en 2008 à Al Amaim, au sud du Wadi Al-Ruwayan, dans l'oasis du Fayoum, plus spécifiquement dans la « vallée des baleines » (Ouadi Al-Hitan).
Le spécimen holotype, MUVP500, est le squelette partiel d'un seul individu qui comprend le crâne, la mandibule droite, une mandibule gauche incomplète, plusieurs dents, la cinquième vertèbre cervicale, la sixième vertèbre thoracique, la sixième côte gauche et une côte droite isolée. Publié en août 2021, il est placé dans la famille des Protocetidae, dont il est, selon ses découvreurs, le membre le plus basal. 
Comme tous les protocétidés, il avait de grands membres antérieurs et postérieurs qui pouvaient soutenir le corps sur terre. La longueur du corps est estimée à 3 m et la masse corporelle à 600 kg. Les caractéristiques du crâne et de la mandibule suggèrent qu'il avait une alimentation prédatrice.

## Publication originale
- (en) Abdullah S. Gohar, Mohammed S. Antar, Robert W. Boessenecker, Dalia A. Sabry, Sanaa El-Sayed, Erik R. Seiffert, Iyad S. Zalmout et Hesham M. Sallam, « A new protocetid whale offers clues to biogeography and feeding ecology in early cetacean evolution », Proceedings of the Royal Society B, Royal Society, vol. 288, no 20211368,‎ 25 août 2021, p. 1-7 (ISSN 0962-8452 et 1471-2954, DOI 10.1098/RSPB.2021.1368).